# 世界日報 (泰國)
《世界日報》（泰語：或）是一家位於泰國曼谷的中文報，創立于1955年，註冊發行人是世界報業有限公司，自1986年起成為台灣聯合報系的子公司。《泰國世界日報》是泰國發行量最大、最廣的中文報紙。該報現在最大的讀者來源是以台灣裔為主的旅泰華人。除了報紙之外，每年出版《泰緬企業名錄》，慶祝中華人民共和國成立的《今日中國》特刊，和慶祝中華民國雙十國慶的《今日台灣》特刊。該報也是唯一一份在特定便利店有售的中文報。
世界報業有限公司宣佈，因经营需要，擁近70年歷史 泰中文報《世界日報》於2025年1月1日開始停刊 。

## 歷史
《世界日報》是由著名的泰國盤谷銀行總裁陳弼臣先生于1955年7月26日在曼谷創刊，當時受泰國警察總監乃炮的支持，以宣揚反共思想為主，立場偏右。首任社長為陳弼臣夫人姚文莉，總主筆為王世昭。
1957年8月泰國發生政變，反共的鑾披汶政府被趕下台，乃炮也流亡國外。1958年1月承讓產權，由其他親台僑商募資承購，中經數次改組。台灣當局1975年派其前駐泰大使方國柱主持該報工作。早期《世界日報》由於封堵中共新聞，發行量長期在泰國7家中文報中墊尾。
1986年被台灣聯合報系收購，派出專業團隊重整經營，以「獨立、民營的現代化企業」的姿態出現。1988年增闢中國大陸新聞后，對大陸政經新聞、民間活動和社會活動採取客觀報道。
1995年時，泰華企業家林來榮擔任世界日報董事長，副董事長為王必立，社長為臺灣資深報人、前《聯合報》總編輯趙玉明。
2015年2月，《世界日報》在A疊11版開闢東南亞新聞版，轉載東南亞各國的新聞消息，此舉被認為是為2015年12月即將成立的東盟共同體做準備。原本設在A11版的體育新聞被移到C疊6版，原C6小說世界則被停刊。
2016年2月的售價為十銖，除了曼谷總社之外，在清邁（負責人：曹克謙）、清萊（負責人：田景燦）、合艾（負責人：洪慶福）、緬甸瓦城（負責人：楊金昌）、寮國永珍（負責人：坤阿哩）、高棉金邊（負責人：Mr. Nagaoka）設有辦事處。
2016年4月1日，世界日報正式成立新媒體部，首次改版升級已營運10年的新聞網站（www.udnbkk.com) 、並新設微信公眾號（udnbkk）、微博新聞直播平台（泰國新聞）、臉書粉絲專頁（facebook.com/udnbkk）三個新媒體平台。
2016年下半年，新增泰國影藝版，每週二、五、日刊登，是泰國唯一一家常年刊登本地娛樂新聞的中文報紙。
2018年7月，《世界日報》原任社長黃根和調升為發行人，改聘台灣聯合報系資深主管邱光盛為社長。邱光盛曾擔任聯合報發行部總經理、北美世界日報加拿大社社長、聯合報系大陸事務處總經理等重要職務，有豐富的媒體營運經驗。
2018年7月26日，適逢63週年報慶，時任泰國總理巴育上將發來賀辭，盛讚《世界日報》作為中間橋樑，「為中-泰企業家、商人、投資者、遊客，包括泰國華商，以及進入泰國工作生活的華人提供商業資訊」，肯定了該報作為發行量最大，工商新聞最多，外籍華人讀者最多的華媒地位。
2018年9月30日，電子報PDF正式上線，讀者可透過官網(www.udnbkk.com) 免費閱讀當日所有紙本新聞。
2018年下半年，該報將證券行情表從印刷版的報紙中抽起，轉而刊載在電子報上。

## 現狀
泰國中文報《世界日報》於2025年1月1日開始停刊，發行歷史長達近70年。世界報業有限公司表示，泰國《世界日報》因经营需要而停刊。
《世界日報》是泰國規模最大，影響力最廣的華文報紙，在泰國、緬甸、柬埔寨、寮國、中國大陸均有發售。2002年時，每天銷售量達3萬餘份。
《世界日報》每天開3疊6大張，共24版，包括1版封面要聞，2版泰國要聞，1版泰國社會新聞，1版泰國工商新聞，2版泰國經貿，2版僑社新聞，2版中國大陸新聞，2版台灣新聞等等。報社位于泰國郵遞區號10200，曼谷拍那空縣石龍軍路門牌21之1號。
停刊前，《世界日報》董事長為王文杉，發行人暨編輯為黃根和，社長為邱光盛，業務總經理毛國文。

## 外部連結
- 官方网站（繁體中文）